# Милфорд (Небраска)
Милфорд (енгл. Milford) град је у америчкој савезној држави Небраска.

## Демографија
По попису из 2010. године број становника је 2.090, што је 20 (1,0%) становника више него 2000. године.
| Група             | 2000.         | 2010.         |
| Белци             | 2.014 (97,3%) | 2.014 (96,4%) |
| Афроамериканци    | 5 (0,2%)      | 6 (0,3%)      |
| Азијати           | 1 (0,0%)      | 4 (0,2%)      |
| Хиспаноамериканци | 31 (1,5%)     | 34 (1,6%)     |
| Укупно            | 2.070         | 2.090         |